# Tadeusz Witalis Marynowski
Tadeusz Witalis Marynowski, ps. „Marynka, Olczak, Witalis” (ur. 7 kwietnia 1898 w Beradzu koło Sandomierza, zm. w październiku 1942 w KL Majdanek) – major służby stałej saperów, szef Związku Odwetu Okręgu Warszawa-Województwo Związku Walki Zbrojnej w latach 1940-1942, szef Związku Odwetu Obszaru Warszawskiego Armii Krajowej w 1942.

## Życiorys
Do kwietnia 1918 ukończył sześć klas Komisarowskiej Szkoły Technicznej w Moskwie. Krótko studiował na Wydziale Technicznym Wolnej Wszechnicy Polskiej.  Od listopada 1918 służył ochotniczo w Wojsku Polskim. Odniósł ciężką ranę w wojnie polsko-bolszewickiej. Uczestniczył także w III powstaniu śląskim. Po ukończeniu Szkoły Podchorążych Piechoty i Szkoły Podchorążych Saperów od 1921 służył w 10 Pułku Saperów. W 1924 został wykładowcą Oficerskiej Szkoły dla Podoficerów w Bydgoszczy. Następnie służył w 8 Batalionie Saperów w Toruniu, a od 1935 – w 16 Kompanii Saperów. W grudniu 1937 został szefem Wydziału Pracy Komendy Głównej Junackich Hufców Pracy Ministerstwa Spraw Wojskowych. Od 1928 zasiadał w Radzie Nadzorczej Związku Rewizyjnego Spółdzielni Wojskowych. Od października 1938 był słuchaczem nadzwyczajnym Wydziału Społecznego Szkoły Nauk Politycznych w Warszawie.
Walczył w wojnie obronnej Polski w 1939 jako oficer w dowództwie saperów Armii "Prusy". W czasie okupacji hitlerowskiej mieszkał w Warszawie. Od grudnia 1939 był I oficerem sztabu Związku Czynu Zbrojnego pod pseudonimem Olczak. W tym charakterze dokonał m.in. inspekcji oddziałów ZCZ na Lubelszczyźnie. Odszedł z tej organizacji po jej połączeniu z Konfederacją Narodu. Od grudnia 1940 szefował Związkowi Odwetu Okręgu Warszawa-Województwo Związku Walki Zbrojnej pod pseudonimem Witalis. Na początku 1942 został szefem Związku Odwetu Obszaru Warszawskiego Armii Krajowej. Używał wtedy pseudonimu Marynka. Został aresztowany 7 lipca 1942 i osadzony na warszawskim Pawiaku. W październiku 1942 zginął w niemieckim nazistowskim obozie koncentracyjnym KL Lublin (Majdanek).

## Awanse
- kapitan - 1933
- major - 11 listopada 1941

## Ordery i odznaczenia
- Krzyż Walecznych[2]
- Srebrny Krzyż Zasługi[2]